# Fazenda Capoava
A Fazenda Capoava é uma localidade rural na cidade de Itu cujas origens remontam ao período do ciclo do açúcar no Brasil e que atualmente se insere no circuito de hotéis fazenda do interior do estado de São Paulo.  A arquitetura bandeirista e decoração rústica aplicada à sede remete ao período da construção, por volta de 1750.

## História
Os primórdios da Fazenda Capoava remontam ao século XVIII, em torno de 1750, como sesmaria doada Coroa Portuguesa para o desenvolvimento do oeste paulista. Era conhecida anteriormente como as terras do Sítio Tanque ou  O Tanque, dos  descendentes de Felippe de Banderborg e cujas terras passariam depois a formar o sítio de Leonor Garcia de Vasconcellos Noronha, deixado por herança em 1870, com a denominação de Capoava.
Em 1881, a Fazenda Capoava foi vendida para Virgílio Augusto de Araújo e João Guilherme da Costa Aguiar, formou-se a  Sociedade Araújo & Aguiar, e mudou sua denominação para Fazenda Japão. O nome foi dado pois à época, ficava longe de tudo. Esta época coincide com a transição do trabalho escravo para a mão de obra dos colonos vindos da Itália.
A produção de café continuou até 1942, quando então começaram a criar gado para corte e leite.
No ano 2000, no entanto, uma parte da área da Fazenda Japão foi vendida e transformada em hotel, retomando assim a sua denominação original do século XVIII, Capoava. A fazenda é de propriedade de Neca Setubal.

## Conjunto Arquitetônico
O conjunto arquitetônico envolve a casa sede, feita de taipa, à base de argila, comum no período colonial. O casarão possui planta semelhante às casas de tradição bandeirista de Itu, com a parte central ocupada pela sala maior e pela varanda, com uma capela  à direita. Suas paredes são grossas, em torno de setenta centímetros de espessura.
Junto ao casarão estão as senzalas dos escravos domésticos, aqueles que executavam as atividades dentro da casa (cozinhar, lavar, servir) e conviviam com os senhores do engenho no século XVIII. 
Separado da casa-sede, um pouco distante, estão outras construções cujos tijolos já pertendem a outro período. Eram as moradias/habitações ocupadas pelos colonos italianos que chegaram ao Brasil a partir de 1890 para trabalhar na fazenda.  
Além destas edificações, tem também o moinho de café, incluindo a roda d´água que antes gerava a energia para a usina de açúcar. Existe também a trilha Vala dos Escravos, um passeio, canal aberto através de rochas e terrenos, até o curso d'água artificial, construído pelos escravos para o funcionamento de uma máquina de café.

## Turismo Rural
A Fazenda Capoava, ao oferecer o turismo rural, pretendia não somente dar ao hóspede uma estadia rústica mas também permitir que ele retornasse ao passado. A construção de 1750 virou a recepção, com sala de jogos e restaurante que preparam comida típica caipira. 
Alguns chalés foram construídos onde antes era a antiga senzala doméstica, o que dificulta preservar a memória do que era escravidão,  e outros quartos foram instalados onde outrora eram habitados pelos colonos.
Dentro do casarão, estão quatro chalés onde suas paredes foram preservadas com janelas e tetos originais.
Os hóspedes também podem fazer passeios com cavalo manga-larga, além de caminhadas, passeios de caiaque no lago e para as crianças, tem o teatro dos bichos, que ensina as crianças a cuidar dos animais.

## Espaço Memória
Foi criado um Espaço Memória dentro da fazenda, recontando sua história. Na exposição encontra-se:
- receitas de três gerações da família Almeida Prado
- painéis explicativos sobre o funcionamento dos engenhos
- objetos de cavalaria das tropas de bandeirantes
- máquina de beneficiamento de café da década de 30, assim como moedores de café e bules antigos
- panelas de ferro do século XVIII e XIX
- utensílios domésticos da época do ciclo de açúcar

O  Centro Cultural também expõe a tulha, local onde o café era beneficiado. 

## Links
- Página oficial